# Дикенс (Техас)

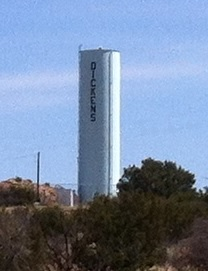
Водонапорная башня Дикенса

Дикенс (англ. Dickens) — город в США, расположенный в северо-западной части штата Техас, административный центр одноимённого округа. По данным переписи за 2010 год число жителей составляло 286 человек, по оценке Бюро переписи США в 2016 году в городе проживало 252 человека.

## История
Первые поселенцы в регионе появились в конце 1890-х годов. Выбранное ими место около родников находилось в километре к востоку от нынешнего города. В 1892 году поселение переехало западнее, в городе появилось почтовое отделение. В течение того же года город сменил Эспуэлу в качестве административного центра округа Дикенс. К 1893 году в городе работали школа, парковка карет, кузница, салун, парикмахерская, отель и два магазина.

## География
Дикенс находится в центральной части округа, его координаты: 33°37′17″ с. ш. 100°50′12″ з. д..
Согласно данным бюро переписи США, площадь города составляет около 2,5 км2, полностью занятых сушей.

### Климат
Согласно классификации климатов Кёппена, в Дикенсе преобладает семиаридный климат умеренных широт (BSk).
| Показатель                    | Янв.  | Фев. | Март | Апр. | Май  | Июнь | Июль | Авг. | Сен. | Окт. | Нояб. | Дек.  | Год   |
| ----------------------------- | ----- | ---- | ---- | ---- | ---- | ---- | ---- | ---- | ---- | ---- | ----- | ----- | ----- |
| Абсолютный максимум, °C       | 28,9  | 32,8 | 36,7 | 38,9 | 39,4 | 43,3 | 42,2 | 41,7 | 39,4 | 39,4 | 31,1  | 27,8  | 43,3  |
| Средний суточный максимум, °C | 11,2  | 14,9 | 19,8 | 24,5 | 28,6 | 32,4 | 34,2 | 33,4 | 29,8 | 24,2 | 16,6  | 12,7  | 23,7  |
| Средняя температура, °C       | 3,6   | 6,3  | 11,2 | 16,8 | 20,4 | 25,1 | 28,1 | 26,7 | 22,6 | 17,4 | 11,7  | 6,2   | 16,3  |
| Средний суточный минимум, °C  | −3,4  | −0,6 | 3,4  | 8,1  | 12,9 | 17,7 | 19,9 | 19,3 | 15,7 | 9,9  | 2,9   | −1,6  | 8,8   |
| Абсолютный минимум, °C        | −18,3 | −15  | −15  | −6,1 | 2,8  | 6,1  | 13,9 | 11,7 | 2,2  | −2,8 | −13,9 | −19,4 | −19,4 |
| Норма осадков, мм             | 96    | 86   | 99   | 96   | 128  | 109  | 61   | 77   | 89   | 118  | 105   | 104   | 1168  |
| Источник: weatherbase.com     |       |      |      |      |      |      |      |      |      |      |       |       |       |

## Население
Согласно переписи населения 2010 года в городе проживало 286 человек, было 128 домохозяйств и 81 семья. Расовый состав города: 83,9 % — белые, 1,4 % — афроамериканцы, 0,7 % — коренные жители США, 4,9 % — азиаты, 0,0 % (0 человек) — жители Гавайев или Океании, 7 % — другие расы, 2,1 % — две и более расы. Число испаноязычных жителей любых рас составило 16,1 %.
Из 128 домохозяйств, в 22,7 % живут дети младше 18 лет. 45,3 % домохозяйств представляли собой совместно проживающие супружеские пары (10,9 % с детьми младше 18 лет), в 10,2 % домохозяйств женщины проживали без мужей, в 7,8 % домохозяйств мужчины проживали без жён, 36,7 % домохозяйств не являлись семьями. В 33,6 % домохозяйств проживал только один человек, 21,9 % составляли одинокие пожилые люди (старше 65 лет). Средний размер домохозяйства составлял 2,2. Средний размер семьи — 2,67 человека.
Население города по возрастному диапазону распределилось следующим образом: 21 % — жители младше 20 лет, 18,4 % находятся в возрасте от 20 до 39, 35,5 % — от 40 до 64, 24,8% — 65 лет и старше. Средний возраст составляет 50,2 года.
Согласно данным опросов пяти лет с 2012 по 2016 годы, средний доход домохозяйства в Дикенсе составляет 53 750 долларов США в год, средний доход семьи — 58 000 долларов. Доход на душу населения в городе составляет 21 507 долларов. Около 9 % семей и 8,6 % населения находятся за чертой бедности. В том числе 5,9 % в возрасте до 18 лет и 6,7 % в возрасте 65 и старше.

## Местное управление
Управление городом осуществляется мэром и городским советом, состоящим из пяти человек. Один из членов совета выбирается заместителем мэра.
Другими важными должностями, на которые происходит найм сотрудников, являются:
- Городской секретарь
- Директор общественных работ

## Инфраструктура и транспорт
Основными автомагистралями, проходящими через Дикенс, являются:
- автомагистраль 82 США идёт с востока от Гатри на запад к Кросбитону.
- автомагистраль 70 штата Техас идёт с севера от Матадора на юг к Джейтону.
- автомагистраль 114 штата Техас совпадает с магистралью US 82.
- автомагистраль 120 штата Техас идёт вокруг города.

Ближайшим аэропортом, выполняющим коммерческие рейсы, является международный аэропорт Престона Смита в Лаббоке. Аэропорт находится примерно в 95 километрах к западу от Дикенса.

## Образование
Город обслуживается независимыми школьными округами Спёр и Паттон-Спрингс.

## Отдых и развлечения
В здании суда округа находится музей округа Дикенс. Рядом с городом находится регион Кротон-Брейкс, известный живописными видами.